# Adolf Stern (författare)
Adolf Stern (ursprungligen Friedrich Adolf Ernst), född den 14 juni 1835 i Leipzig, död den 15 april 1907 i Dresden, var en tysk litteraturhistoriker och författare. Han var från 1881 gift med Margarethe Stern, född Herr.
Stern blev 1868 professor i litteratur- och kulturhistoria vid polyteknikum i Dresden. Han började 1853 med epigonepik och gjorde tidigt insatser även på prosaberättelsens och lyrikens område, men åstadkom först senare, med Historische Novellen (1866), Die letzten Humanisten (1880; 3:e upplagan 1907, "De sista humanisterna", 1890), Camoens (1887), historiska skildringar med lätt lyrisk ton, en mera betydande vitter alstring. Även hans senare lyrik (i 4:e upplagan av Gedichte, 1900) har högre rang. 
Av Sterns litteraturhistoriska verk kan nämnas Geschichte der neueren Literatur (7 band, 1882–1885), en fortsättning av Vilmars tyska litteraturhistoria, från Goethes död (1886; 5:e upplagan 1905), en god monografi över Otto Ludwig (1890; 2:a upplagan  1906) och Studien zur Literatur der Gegenwart (I 1895, 3:e upplagan 1905; II 1904), kännetecknade av smak, omdöme och tilltalande framställning. 
Under Snoilskys Dresdenvistelse var Stern dennes nära vän och utgav 1892 en samling av hans dikter i tysk översättning. Sterns Ausgewählte Werke utkom 1906–1908 i 8 band, hans teaterkritiker 1909. Stern fick redan under sin livstid och strax efter sin död levnadsteckningar av Adolf Bartels (1905) och Heinrich Spiero (i Deutsche Geister 1910). 